# Кузьмович-Головінська Марія
Марія-Любомира Кузьмович, у шлюбі — Кузьмо́вич-Голові́нська (15 березня 1904, Брюховичі, нині смт у складі Львова — 26 жовтня 1986, Філадельфія, штат Пенсільванія, США) — українська письменниця, громадська діячка.

## Біографія
Народилася 1904 року в Брюховичах біля Львова в родині священика.
Закінчила гімназію Сестер Василіянок у Львові (1922, нині Львівська лінгвістична гімназія). Одружилася з парохом с. Зарваниці — Василем Головінським. Мати Івана Головінського. В 1927—1944 роках проживала з сім'єю у с. Зарваниця (нині Теребовлянського району Тернопільської області).
Почала друкуватися з 1933 р. У 1945 р. прибула до Австрії, чоловік був священиком у таборах ДП. З 1949 р. мешкала в Філадельфії. Член Союзу українок Америки (1950). Була головою Марійської дружини Матері Божої Зарваницької при храмі Христа-Царя у місті Філадельфія (1965—1984).
Померла 26 жовтня 1986 р. у Філадельфії, похована на цвинтарі св. Марії в Фокс-Чейсі.

## Творчість
Авторка книжок «Вітрениця» (1933), «Вівчар» (1935), «Сефта» (1939), «Чічка» (1954) [Архівовано 14 грудня 2018 у Wayback Machine.], «Горбатенька» (1958) [Архівовано 14 грудня 2018 у Wayback Machine.], «Марія» (1962) [Архівовано 14 грудня 2018 у Wayback Machine.], «Полудник» (1965), «Осіннє листя» (1966), «Лісовий голуб» (1970), «Вибраних творів» у 3 т. (1966, 1970, 1972), "Чужиною" (1977) [Архівовано 14 грудня 2018 у Wayback Machine.], автобіографії «Портрет» (1978), "Про це і те" (2000) [Архівовано 14 грудня 2018 у Wayback Machine.].
Окремі видання:
- Кузьмович-Головінська М. Горбатенька. — Торонто: Добра книжка, 1958. — 48 с.
- Кузьмович-Головінська М. Зарваниця. — Тернопіль: Джура, 2000.- 224 с.
- Кузьмович-Головінська М. Лісовий голуб. Оповідання. — Торонто: Добра книжка, 1970. — 280 с.
- Кузьмович-Головінська М. Портрет: Автобіографія. — Торонто: Добра книжка, 1978. — 144 с.
- Кузьмович-Головінська М.Сефта. Оповідання. — Філадельфія: Америка, 1952. — 199 с.